# Fujin (Heilongjiang)
Fujin (富锦市S, FùjǐnP) è una città-contea della Cina, situata nella provincia di Heilongjiang e amministrata dalla prefettura di Jiamusi.